# Nesophontes major
A Nesophontes major az emlősök (Mammalia) osztályának Eulipotyphla rendjébe, ezen belül a kihalt karibicickány-félék (Nesophontidae) családjába tartozó faj.

## Előfordulása
Ez az állat kizárólag azon a szigeten élt, ahol manapság Kuba fekszik. Maradványait eme szigetország nyugati felén, ezen belül Havanna főváros közelében találták meg.
Még nem tudjuk pontosan, hogy mikor is halt ki, tehát azt sem tudjuk, hogy a pusztulását európaiak okozták-e vagy sem. Bár egyes jelek arra utalnak, hogy a patkányokkal (Rattus) való versengésben maradt alul.

## Életmódja
A Nesophontes major valószínűleg, mind a többi karibicickány-féle éjszaka, az avarban mozgott és rovarokkal, valamint egyéb gerinctelenekkel táplálkozott.